# Губайдуллина, Гульназ Радиковна
Гульназ Радиковна Губайдуллина (тат. Гөлназ Радик кызы Гобәйдуллина; род. 14 февраля 1992, Новый Уренгой, Тюменская область) — российская пятиборка. Чемпионка мира по современному пятиборью (2017). Заслуженный мастер спорта России (2018). 4-кратная чемпионка России (2017 в личном первенстве, в эстафете 2011 и в команде 2015, 2019). Двукратный победитель Кубка России 2020 года (в личном и командном первенстве).

## Карьера
Гульназ в шесть лет занялась плаванием в Новом Уренгое. По национальности — татарка.В 13 лет перешла в двоеборье и на первом же городском старте завоевала золотую медаль, давшую ей стимул продолжать заниматься многоборьем. Позже она стала четырёхкратной победительницей юношеского и юниорского первенства Европы, серебряным призёром юношеского первенства мира. Бронзовый призёр по современному пятиборью на летних юношеских Олимпийских играх 2010.
Федерацией пятиборья России признана лучшей спортсменкой в номинации «Надежда-2012», где определялись лучшие молодые спортсмены (юниоры) показавшие лучшие результаты в спортивном сезоне 2012 года.
Заняв четвёртое место на чемпионате Европы 2015 года, квалифицировалась на летнюю Олимпиаду 2016 года.
На Олимпиаде установила олимпийский рекорд в пятиборье по плаванию (проплыла 200 м за 2:07,94). Однако в итоговом зачёте заняла лишь 15-е место.
В августе 2017 года Гульназ Губайдуллина завоевала золото в личном турнире на чемпионате мира по современному пятиборью в Каире (Египет). Это второе российское женское золото в личном турнире на чемпионатах мира после победы в 1997 годы Елизаветы Суворовой. Международный союз современного пятиборья (UIMP) признал Гульназ Губайдуллину лучшей спортсменкой 2017 года.
С октября 2017 года проходит службу в ЦСКА в звании прапорщика Вооруженных Сил Российской Федерации.
В 2021 году вновь установила Олимпийский рекорд в плавании на Играх в Токио с результатом 2.07,31.

## Олимпийские игры
- На Олимпийских играх 2016 в Рио выступала в личном первенстве.
- Итоговые результаты.

| Место | Спортсмен                     | Возраст | фехтование результат/победы/поражения | плавание результат/очки | конкур | Комбайн результат/очки | Сумма |
| 14    | Гульназ Губайдуллина · Россия | 24 года | 148 8V-27D                            | 2.07,94/317             | 290    | 12.30,76/550           | 1305  |

- На Олимпийских играх 2020 в Токио выступала в личном первенстве.
- Итоговые результаты.

| Место | Спортсмен                     | Возраст | фехтование результат/победы/поражения | плавание результат/очки | конкур | Комбайн результат/очки | Сумма |
| 32    | Гульназ Губайдуллина · Россия | 29 года | 184 14V-21D                           | 2.07,31/296             | 0      | 12.07,57/573           | 1053  |

## Чемпионаты мира
- Чемпионат мира 2017

1 место в личном первенстве и серебряная медаль в командном зачете (Г. Губайдуллина, У. Баташова. А. Буряк).
- Итоговые результаты.

| Место | Спортсмен                     | Возраст | фехтование результат/победы/поражения | плавание результат/очки | конкур | Комбайн результат/очки | Сумма |
| 1     | Гульназ Губайдуллина · Россия | 27 года | 208 18V-17D                           | 2.08,90/293             | 299    | 13.29,00/491           | 1292  |

- Результаты по видам пятиборья.

 Фехтование.
| Место | Спортсмен                   | Победы | Поражения | Очки |
| ----- | --------------------------- | ------ | --------- | ---- |
| 15.   | Россия Гульназ Губайдуллина | 18     | 17        | 209  |

 Плавание.
| Место | Спортсмен                   | Результат | Очки |
| ----- | --------------------------- | --------- | ---- |
| 2.    | Россия Гульназ Губайдуллина | 2.08,90   | 293  |

 Верховая езда.
| Место | Спортсмен                   | Результат |
| ----- | --------------------------- | --------- |
| 2.    | Россия Гульназ Губайдуллина | 299       |

Комбайн
| Место | Спортсмен                   | 1 серия | 2 серия          | 3 серия | 4 серия          | Результат | Очки |
| ----- | --------------------------- | ------- | ---------------- | ------- | ---------------- | --------- | ---- |
| 5.    | Россия Гульназ Губайдуллина | 9.39    | 11.40 (1 промах) | 10.42   | 10.43 (1 промах) | 13.29.00  | 491  |